# Necessità lunatica (singolo)
Necessità lunatica è un brano musicale, scritto, composto e prodotto da Daniele Coro e Federica Camba ed interpretato dal cantante italiano Marco Carta, pubblicato il 7 settembre 2012 dalla casa discografica Warner Music Italy come secondo singolo e title track del suo quarto album studio, Necessità lunatica.

## Il brano ed il significato
Il brano è in rotazione radiofonica dal 7 settembre 2012, ed in contemporanea disponibile per il download digitale sulle piattaforme specializzate.
In merito al significato della canzone, il cantante ha dichiarato:
(Marco Carta)
Il brano è stato presentato in anteprima il 5 settembre 2012 a Il concerto del vincitore - Tezenis Live, di Alessandra Amoroso ed Emma Marrone, svoltosi presso l'Arena di Verona, dove era presente in qualità di ospite. Il concerto è stato trasmesso su Canale 5, in prima serata, il giorno successivo, il 6 settembre.

## Il video
Il video musicale, per la regia di Marco Salom è stato pubblicato in anteprima dal 13 settembre sul sito TGcom.
Il video è stato girato a Los Angeles e vede come protagonisti il cantante ed un'aspirante attrice bionda che non si incontreranno mai. Il primo a bordo di una auto d'epoca percorre la Pacific Coast Highway e in un secondo momento sempre da solo canta in un appartamento. La seconda a bordo di un'auto, è intenta a raggiungere la sua meta, le audizioni per The Fake Bride (letteralmente La falsa sposa), vestita da sposa, non riuscendo ad arrivare in orario. Il video si chiude con un primo piano malinconico dei due protagonisti.

## Tracce
Download digitale
Testi e musiche di Federica Camba, Daniele Coro; edizioni musicali Warner Chappell Music Italiana.
1. Necessità lunatica – 3:24

## Successo commerciale
Il brano ad una settimana dalla pubblicazione, debutta alla 10ª posizione della Top Singoli, per poi raggiungere in quella successiva la 4ª posizione. Nel successivo mese di novembre viene certificato disco d'oro per le oltre 15.000 vendite in digitale.

## Classifiche
| Classifica (2012) | Posizione massima |
| ----------------- | ----------------- |
| Italia            | 4                 |